# Parco nazionale Sierra de Perijá
Il parco nazionale Serra di Perijà, in spagnolo Parque Nacional Sierra de Perijá, è un'area protetta del Venezuela, il primo parco naturale per estensione dello stato federale di Zulia, nonché il più antico, che protegge la parte venezuelana della Sierra de Perijá, una catena montuosa tra Venezuela e Colombia.

## Clima
Il clima è molto piovoso e il tasso di umidità generalmente elevato. Le temperature oscillano tra i 6 e i 28 °C. Le precipitazioni oltrepassano i 2 000 mm annui.

## Territorio
L'area protetta si sviluppa per buona parte sulla catena montuosa di Perijà (Cordillera de Perijà), conosciuta anche come Sierra de los Motilones, gli abitanti autoctoni della montagna, lungo il confine colombiano. I monti sono molto ripidi ed elevati, coperti a volte di un denso manto boscoso che rendono molte aree impenetrabili, con bruschi pendii alternati a profonde valli, che improvvisamente terminano, come un grande gradino, negli llanos del Lago di Maracaibo. L'area è ricca d'acque e costituisce una delle principali riserve idriche dello Zulia.

## Flora
Le principali associazioni vegetali dell'area sono quelle tipiche della foresta pluviale e delle garighe. Abbondano esemplari di Anacardium excelsum («mijao»), la Cedrela odorata («cedro amargo»), la palma Ceroxylon quindiuense («palma de cera»), la Cecropia peltata («yagrumo»), Tabebuia chrysantha («araguaney»), Podocarpus oleifolius («pino aparrado»), la felce gigante Didymachlaena trunculata («helecho arborescente»), il lichene del genere Grimmia («barba de palos»), appariscenti orchidee, aracee e bromeliacee.

## Fauna

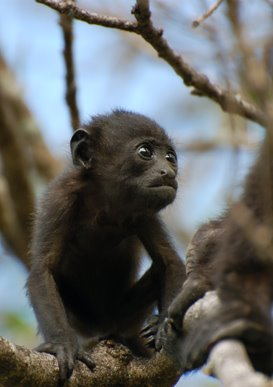
Giovane di Alouatta palliata

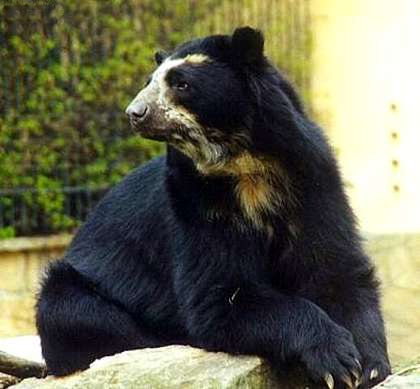
Orso dagli occhiali

Il patrimonio faunistico è ricco e variegato. L'area protetta è uno dei territori più popolati di specie animali di tutto lo Stato Zulia. Fra i mammiferi importanti presenze quali scimmie del genere Cebus (Cebus capucinus) e del genere Alouatta (Alouatta palliata), l'orso dagli occhiali (Tremarctos ornatus), il paca (Cuniculus paca), l'ocelot (Leopardus pardalis) e il tamandua (Tamandua tetradactyla, localmente «oso melero»). L'avifauna è composta da varie specie, fra cui la cicogna americana (Mycteria americana) e l'avvoltoio re (Sarcoramphus papa, detto «rey zamurro»), la poiana zampelunghe (Geranospiza caerulescens) e la poiana nera maggiore (Buteogallus urubitinga) fra i rapaci.